# Brignoliella beattyi
Brignoliella beattyi är en spindelart som beskrevs av Shear 1978. Brignoliella beattyi ingår i släktet Brignoliella och familjen Tetrablemmidae. Inga underarter finns listade.